# TZ Mensae
TZ Mensae eller HD 39780, är en dubbelstjärna belägen i södra delen av stjärnbilden Taffelberget. Den har en högsta skenbar magnitud av ca 6,19 och är mycket svagt synlig för blotta ögat där ljusföroreningar ej förekommer. Baserat på parallax enligt Gaia Data Release 3 på ca 8,09 mas beräknas den befinna sig på ett avstånd av ca 403 ljusår (ca 124 parsec) från solen. Den rör sig närmare solen med en heliocentrisk radialhastighet av ca -0,3 km/s.

## Egenskaper

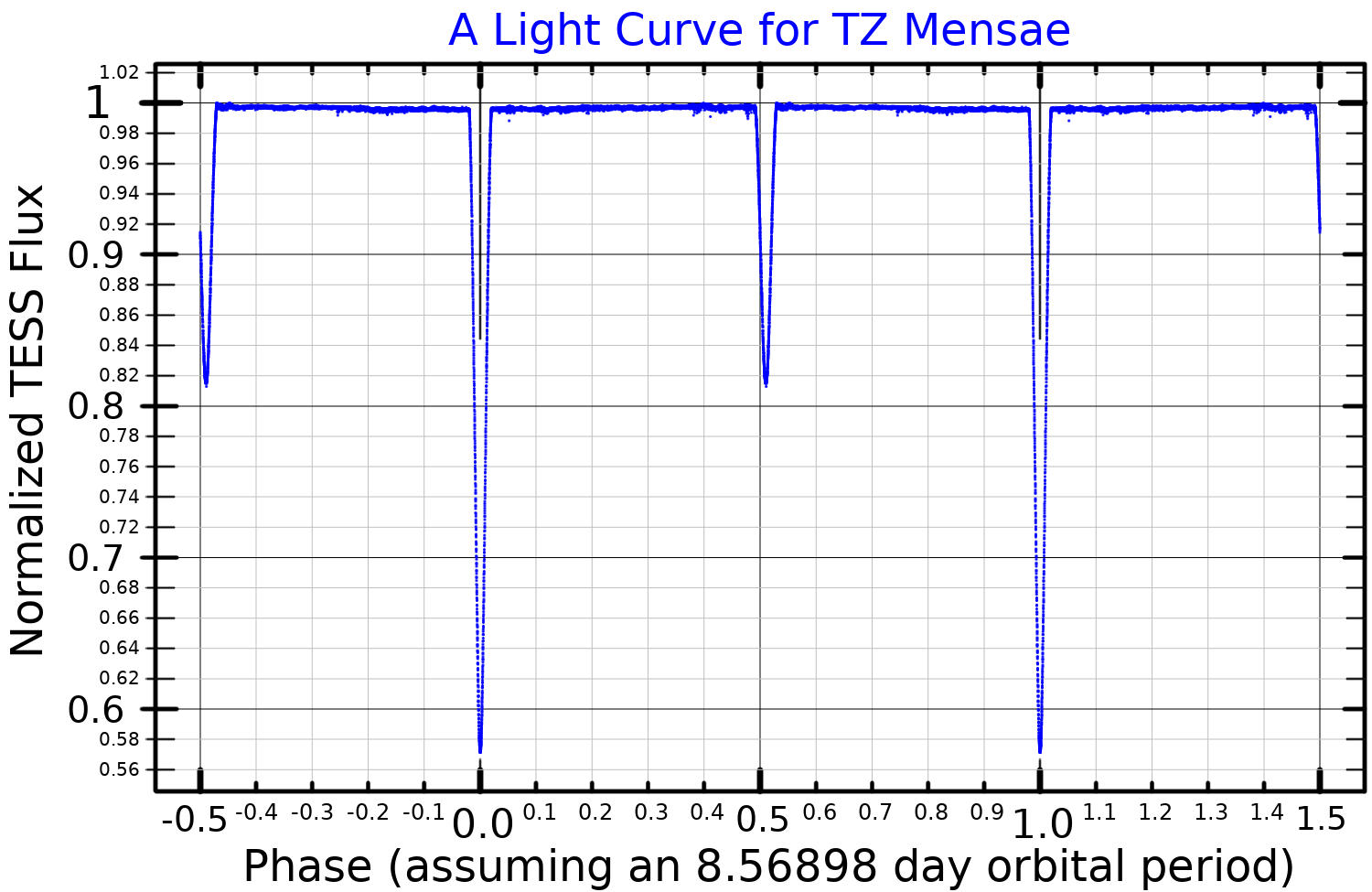
Ljuskurva för TZ Mensae, plottad från TESS-data.

Primärstjärnan TZ Mensae är en vit till blå stjärna i huvudserien av spektralklass A0 V. Den har en massa av ca 2,5 solmassor, en radie av ca 1,9 solradier och utsänder energi från dess fotosfär motsvarande ca  40 gånger solen vid en effektiv temperatur av ca 10 500 K.
Följeslagaren TZ Mensae B är en vit till blå stjärna i huvudserien av spektralklass A8 V. Den har en massa av ca 1,5 solmassa, en radie av ca 1,4 solradie och utsänder energi från dess fotosfär motsvarande ca  4,5 gånger solen vid en effektiv temperatur av ca 7 200 K.
Båda stjärnornas rotation är tydligt synkron med omloppsperioden, med projicerade rotationshastigheter på 12 respektive 16 km/s. Deras omloppsperiod är ca 8 dygn i en relativt cirkulär bana. Eftersom lutningen är nära 90° (88,7°), passerar de två stjärnorna periodvis framför varandra och de har klassificerats som en förmörkelsevariabel, närmare bestämt typen Algolvariabel. Om primärstjärnan förmörkar följeslagaren, sjunker ljusstyrkan till 6,36 och om primärstjärnan förmörkas till 6,87, vilket är under gränsen för synlighet med blotta ögat.